# Gabriel Tanginye
Gabriel Gatwech Chan (1960 - 5 de janeiro de 2017), mais comumente conhecido pelo apelido de Tang-Ginye ou Tanginye, que significa "cachimbo longo", foi um comandante de várias milícias rebeldes, principalmente nueres, no Sudão do Sul.  O general Tanginye liderou uma milícia da fronteira sul aliada ao governo de Cartum durante a guerra civil do Sudão. Membros das Forças Armadas Sudanesas leais a Tanginye em Malakal entraram em confronto com o Exército Popular de Libertação do Sudão em 2006, matando cerca de 150 pessoas, e em 2009 violando o acordo de paz. Em abril de 2011, confrontos entre sua milícia e o Exército Popular de Libertação do Sudão no estado de Jonglei mataram pelo menos 57 pessoas, de acordo com funcionários do governo. Pouco tempo depois, Tanginye rendeu-se às forças do Exército Popular de Libertação do Sudão e foi colocado em prisão domiciliar em Juba, aguardando acusações contra si. Durante a Guerra Civil do Sudão do Sul, ele se aliou ao Movimento Popular de Libertação do Sudão na Oposição e mais tarde à milícia de Lam Akol, um grupo rebelde ligado a Juba chamado Movimento Nacional Democrático e se tornou seu chefe de gabinete. Em janeiro de 2017, visitou um grupo aliado do Movimento Nacional Democrático, as Novas Forças da Facção Tigre, na área de Hamra, no norte do Nilo Superior. Durante esta visita, os Tigres foram atacados por combatentes afiliados ao Movimento Popular de Libertação do Sudão na Oposição pertencentes à milícia de John Uliny, e Tanginye foi morto junto com a maioria dos Tigres.